# Kabel polowy PKL

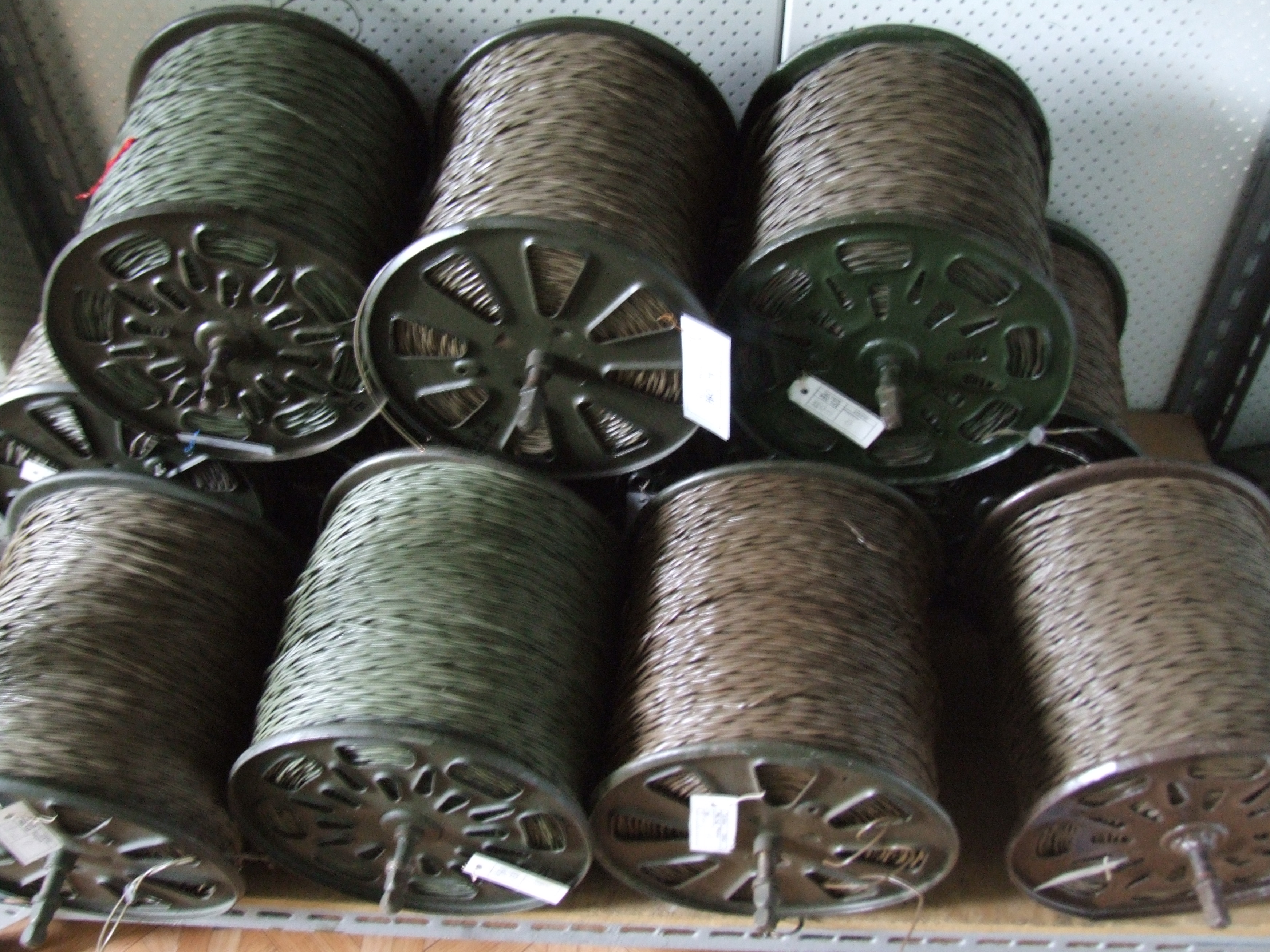
Kabel polowy PKL

Kabel polowy PKL – jednoparowy kabel lekki stosowany w jednostkach Sił Zbrojnych Rzeczypospolitej Polskiej.

## Charakterystyka
Jednoparowy połowy kabel lekki przeznaczony do budowy łączy abonenckich central telefonicznych w systemach łączności polowej i zdalnego sterowania na polu walki. Stosuje się go między innymi do budowy łączy typu xDSL, o zasięgu do 750 m przy przepływności binarnej do 2 Mb/s. Produkowany jest w odcinkach po 750 metrów, w izolacji koloru czarnego. Na wyposażeniu Wojska Polskiego znajdują się też przewody PKL 1x2. Przewody te mają izolację koloru khaki, inną konstrukcję i parametry.

## Dane liczbowe
| Nazwa parametru             | „Czarny”   | „Khaki”    |
| --------------------------- | ---------- | ---------- |
| Liczba żył stalowych        | 3          | 3          |
| Liczba żył miedzianych      | 4          | 4          |
| Tłumienność                 | 1,34 dB/km | 1,74 dB/km |
| Rezystancja żyły            | 57 Ω       | 87 Ω       |
| Waga odcinka 750 m z bębnem | 10 kg      | 13 kg      |